# Taeke Taekema

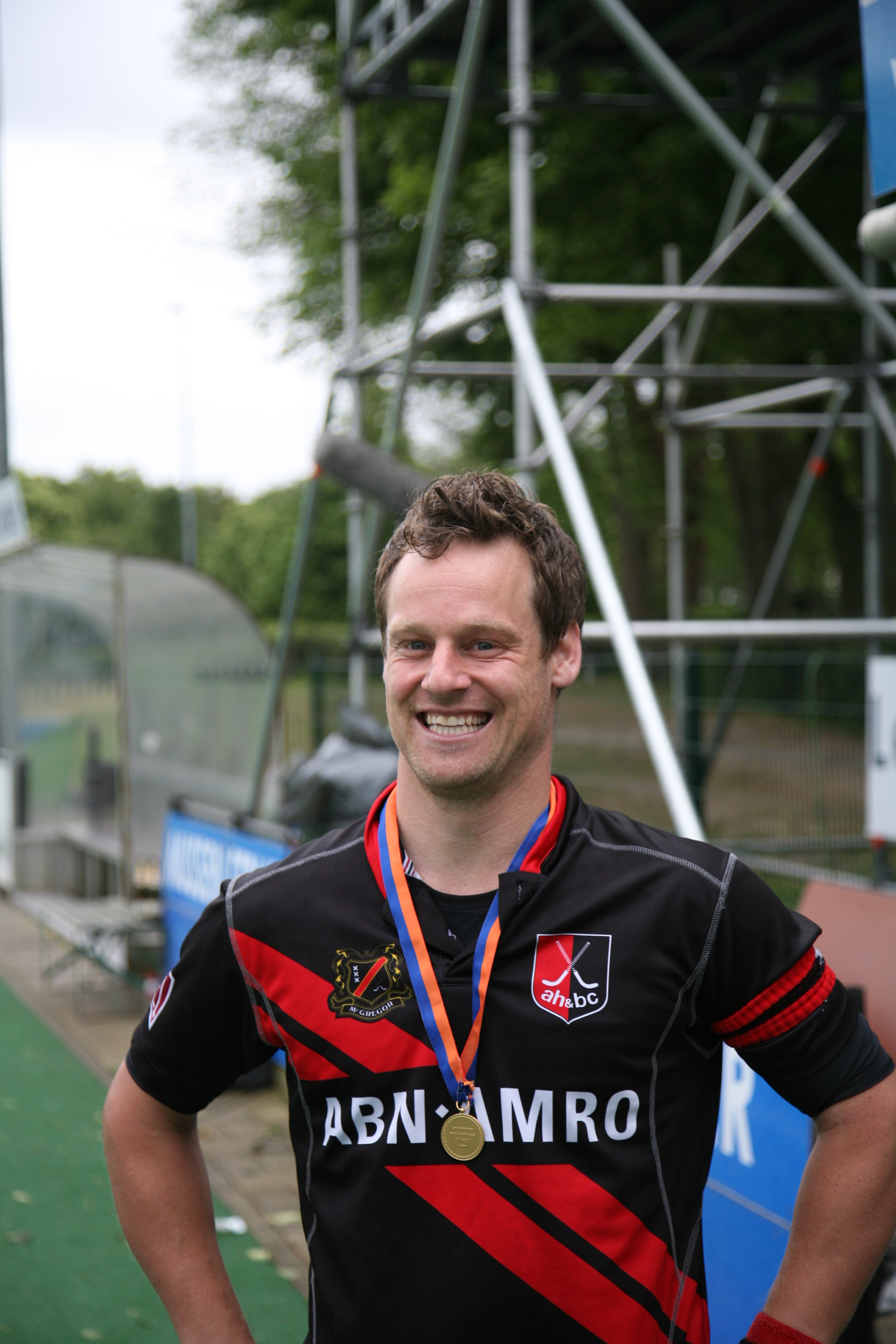
Taeke Taekema

Taeke Wiebe Doekes Taekema (* 14. Januar 1980 in Leiderdorp, Südholland) ist ein ehemaliger niederländischer Hockeyspieler, der 2004 mit der niederländischen Hockeynationalmannschaft bei den Olympischen Sommerspielen 2004 in  Athen die Silbermedaille gewann. Bekannt ist Taekema für seine Schlenzbälle bei Strafecken. Sein Debüt in der Nationalmannschaft gab er am 28. Januar 2000. Aktuell spielt er beim Amsterdamsche H&BC in der Hoofdklasse in den Niederlanden.  
Durch seine vielen Strafeckentore wurde Taekema bereits mehrfach Torschützenkönig bei wichtigen Feldhockeyturnieren.  So war er z. B. erfolgreichster Torschütze bei der Feldhockey-Weltmeisterschaft 2006 in Mönchengladbach und bei der Feldhockey-Europameisterschaft der Herren 2007 in Manchester, wo er einen Rekord mit 16 Toren aufstellte. Gegen Belgien gelang ihm während dieses Turniers sogar ein doppelter Hattrick.
Für die Olympischen Spiele 2012 wurde er nicht nominiert.
Taeke Taekema galt als der weltweit beste Schütze bei Strafecken. Seine Schlenzer erreichten eine Geschwindigkeit von mehr als 120 km/h.